# 橋龍吾
橋 龍吾（はし りゅうご、本名同じ、1977年9月20日 - ）は、日本の俳優、詩人。父は歌手の橋幸夫。
芸能活動を停止中。

## 主な出演

### テレビドラマ
- 踊る大捜査線 第3話（フジテレビ、1997年） - 深見哲也 役
- 名探偵保健室のオバさん（テレビ朝日、1997年） - 高橋守 役
- いちばん大切なひと（TBS、1997年） - 杉田秀己 役
- 甘辛しゃん（NHK総合、1997年-1998年） - 橘拓実 役
- 恋のためらい（TBS、1997年） - 鈴木
- せつない〜TOKYO HEART BREAK〜 第16話（テレビ朝日、1998年）
- 狙われたセーラー服（テレビ朝日、1998年）
- ドンウォリー! 第9話（フジテレビ、1998年）
- ハッピー・マニア 第9話（フジテレビ、1998年） - 水沢達也 役
- ハルモニア この愛の涯て（日本テレビ、1998年） - 木崎
- 美少女新世紀 GAZER（テレビ朝日、1998年）
- SPECIAL-スペシャル-（日本テレビ、1998年）
- 学校の挑戦（ABC、1998年）
- 活動寫眞の女（NHK総合、1999年） - 三谷薫 役
- サラリーマン金太郎（TBS、1999年）
- ア・オ・ゾ・ラ・マ・ー・ジ・ャ・ン（日本テレビ、1999年）
- 女医（日本テレビ、1999年） - 夏目茂 役
- 救急ハート治療室 第6話（フジテレビ、1999年）
- 悪いオンナ（TBS、1999年） - 直人
- 空のかけら（日本テレビ、2000年）
- QUIZ（TBS、2000年） - 深井祐輔 役
- 花村大介（フジテレビ、2000年） - 小島俊介 役
- スタイル!（テレビ朝日、2000年） - 相川文也 役
- アドベンチャー探偵の事件簿（TBS、2000年） - 星野智 役
- ブッチギリ女消防士!火消し屋小町（フジテレビ、2000年）
- 明日があるさ（日本テレビ、2001年） - 児玉
- 天国への階段（日本テレビ、2002年） - 柏木圭一（18歳時） 役
- アドベンチャー探偵の事件簿2（TBS、2002年） - 星野智 役
- 砦なき者（テレビ朝日、2004年）

### 映画
- ジューンブライド 6月19日の花嫁（1998年） - 朝川隆
- カーテンコール（2005年） - 金田信哲

### 作詞
- 『北回帰線』（ねぶた節、竜飛抄）
- 『日本浪漫』（春琴、万葉桜、他）
- 『ねぶた節』

### その他
- 『銀河飛行』（詩集、新潮社、2001年）